# Tercio

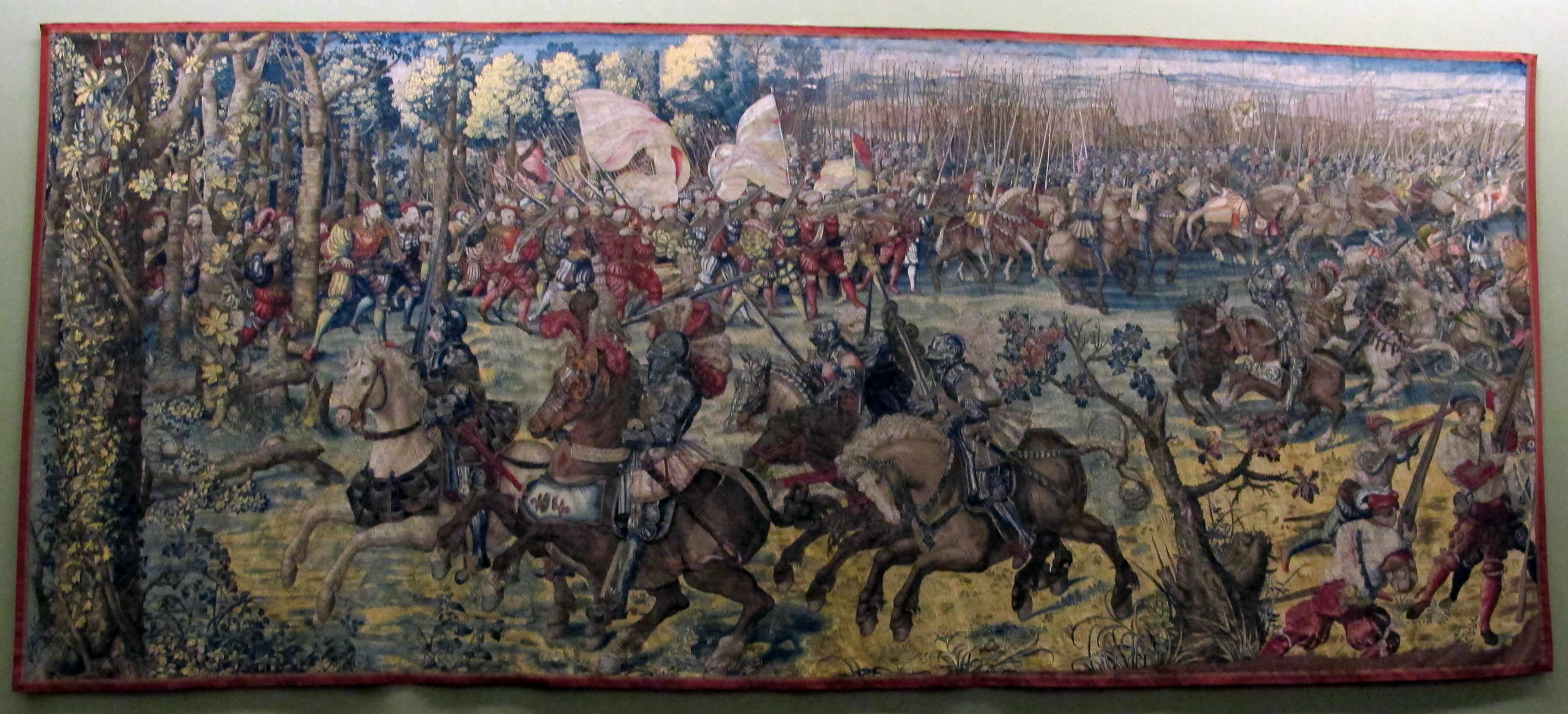
I tercios imperiali affrontano i gendarmi francesi nella battaglia di Pavia (1525)

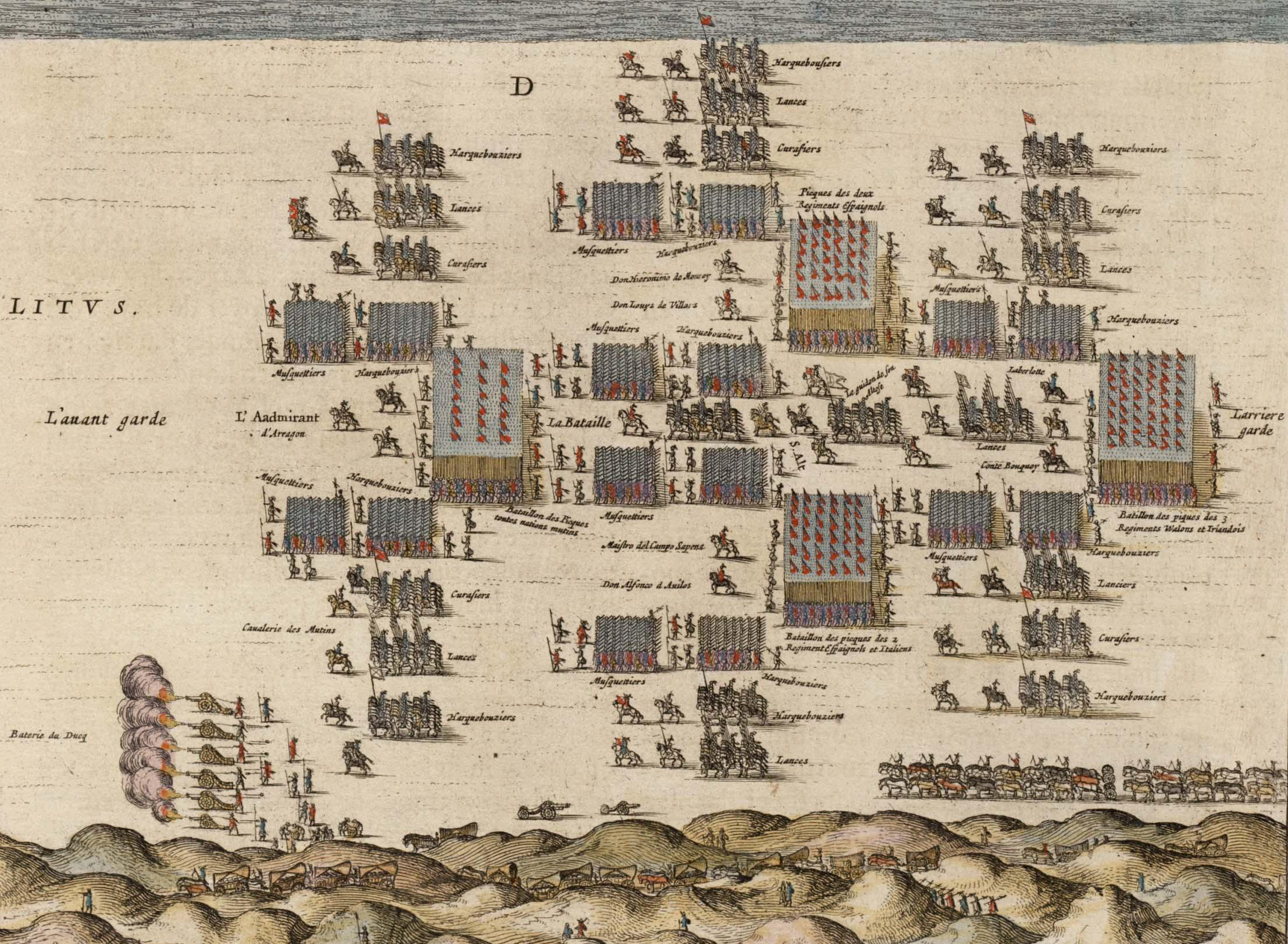
Tercios spagnoli in formazione per la battaglia di Nieuwpoort.

Tercio era un'unità militare dell'esercito spagnolo utilizzata durante il regno dei monarchi cattolici in Spagna nonché durante il periodo del regno degli Asburgo di Spagna all'inizio dell'età moderna. Erano unità d'élite ed una componente molto importante per le forze armate.
La legione straniera spagnola (Tercio de Extranjeros) e il corpo dei fucilieri della Marina militare spagnola (Tercio de Armada) utilizzano ancora questo termine per definire le loro unità.

## Storia
Già creati dal capitano Cordova sotto i re cattolici Ferdinando II d'Aragona e Isabella I di Castiglia, furono ufficialmente istituiti da Carlo V d'Asburgo (i cosiddetti Tercios Viejos) che nel 1534 ne costituì tre: uno nel Regno di Sicilia, uno nel regno di Napoli e uno nel ducato di Milano. Nel 1536 fu creato il Tercio Viejo de Cerdeña e nel 1537 il Tercio de Galeras (la futura Infantería de Marina). Da allora le altre formazioni costituite furono denominate "Tercios nuevos".
Era composto principalmente da soldati di professione, disciplinatissimi e molto combattivi, che furono conosciuti per la loro invincibilità in combattimento durante i secoli XVI e XVII. E proprio per la loro determinazione in battaglia furono sempre molto temuti dai loro nemici (questa reputazione nacque con la battaglia di Pavia, in cui fu catturato il sovrano francese, Francesco I), tanto che la loro apparizione in battaglia o il semplice sapere che sarebbero scesi in combattimento provocò spesso diserzioni tra i nemici.
Combinando la rigidità della linea dei picchieri e la potenza di fuoco a lunga gittata dei moschettieri, il Tercio si rivelò ideale sia per la difesa che per l'offesa. Fu proprio con la battaglia di Rocroi che ebbe fine il predominio del Tercio, e così, nel tardo XVII secolo gli spagnoli abbandonarono questa ormai obsoleta struttura militare, per adottare quella più flessibile di battaglioni e reggimenti, sul modello francese. Questo nuovo sistema fu promosso da Gustavo II Adolfo di Svezia e sarebbe stato dominante nel XVIII secolo.

## Descrizione
Questo tipo di formazioni militari e le loro tecniche belliche furono formalizzate e sviluppate soprattutto dal generale Gonzalo Fernández de Córdoba, durante le guerre d'Italia del XVI secolo. Rappresentò la trasformazione e il passaggio dalle istituzioni militari medievali a quelle moderne. Si dimostrò estremamente efficiente e tatticamente superiore alle altre organizzazioni militari europee dell'epoca; per circa un secolo affermò e mantenne la netta superiorità della fanteria spagnola su molti campi di battaglia in Europa, in America e in Africa.
Tra le tecniche di combattimento veniva spesso utilizzate una parte di picchieri e una parte di soldati equipaggiati con armi da fuoco, in particolare moschettieri e archibugieri (adoperando la tecnica del pike and shot). Talvolta combatterono in sinergia anche con la Armada Española.

## Composizione
Per gran parte era formato da mercenari tedeschi, italiani, valloni e soldati provenienti dai territori spagnoli nei Paesi Bassi, Napoli e Sicilia. Tipico esempio fu il famoso Tercio viejo de Sicilia o il Tercio de Cerdeña, i cui mercenari isolani erano anticamente inquadrati persino nella gamurra. Le truppe miste dei Tercios spagnoli, già orgoglio di sovrani come Ferdinando II il Cattolico, si distingueranno in seguito per disciplina e professionalità, dimostrandosi superiori ad altri combattenti. Tra le testimonianze belliche d'epoca post-rinascimentale si ricorda lo scontro che li vide restare sul campo insieme al loro comandante nella battaglia di Rocroi (1643), mentre i tedeschi e i valloni si davano alla fuga. Solamente con la quarta carica di cavalleria francese, supportata dal fuoco dell'artiglieria nemica, furono costretti pure loro a rompere i ranghi.